# تشعشع‌سنج
تشعشع‌سنج یک وسیله است که میزان جذب دوز از تابش یون‌ساز خارجی را اندازه‌گیری می‌کند. تشعشع‌سنج‌های شخصی الکترونیکی امروزی می‌توانند به صورت مداوم دوز تجمعی و میزان دوز فعلی را نمایش دهند و می‌توانند با یک زنگ یا آژیر هنگامی که میزان دوز مشخص یا دوز تجمعی از مقدار مجاز بالاتر می‌رود، هشدار دهند.

## نگارخانه

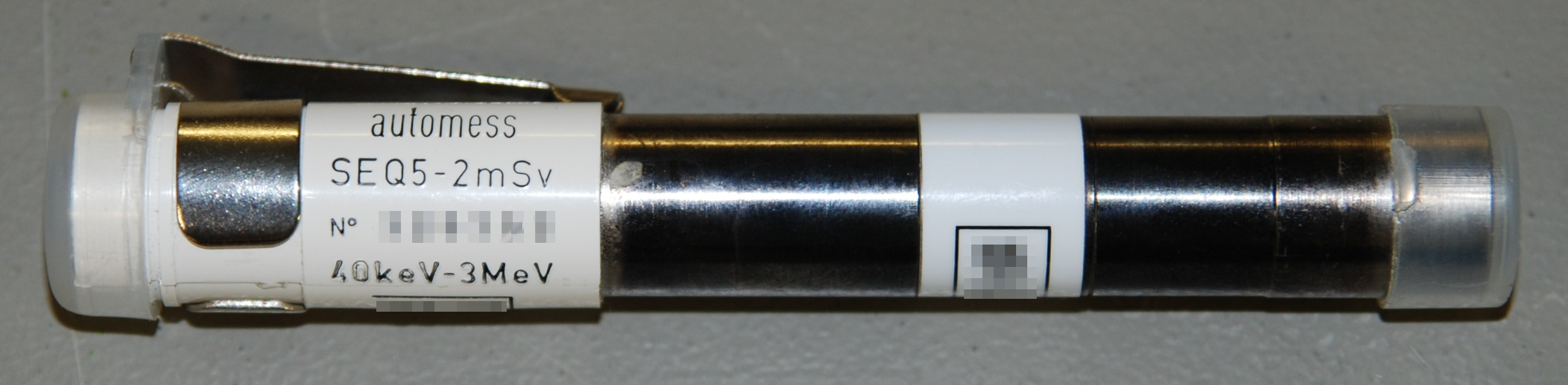
دوزیمتر کوارتز فیبر (QFD) - در حال حاضر عمدتاً جایگزین شده‌است
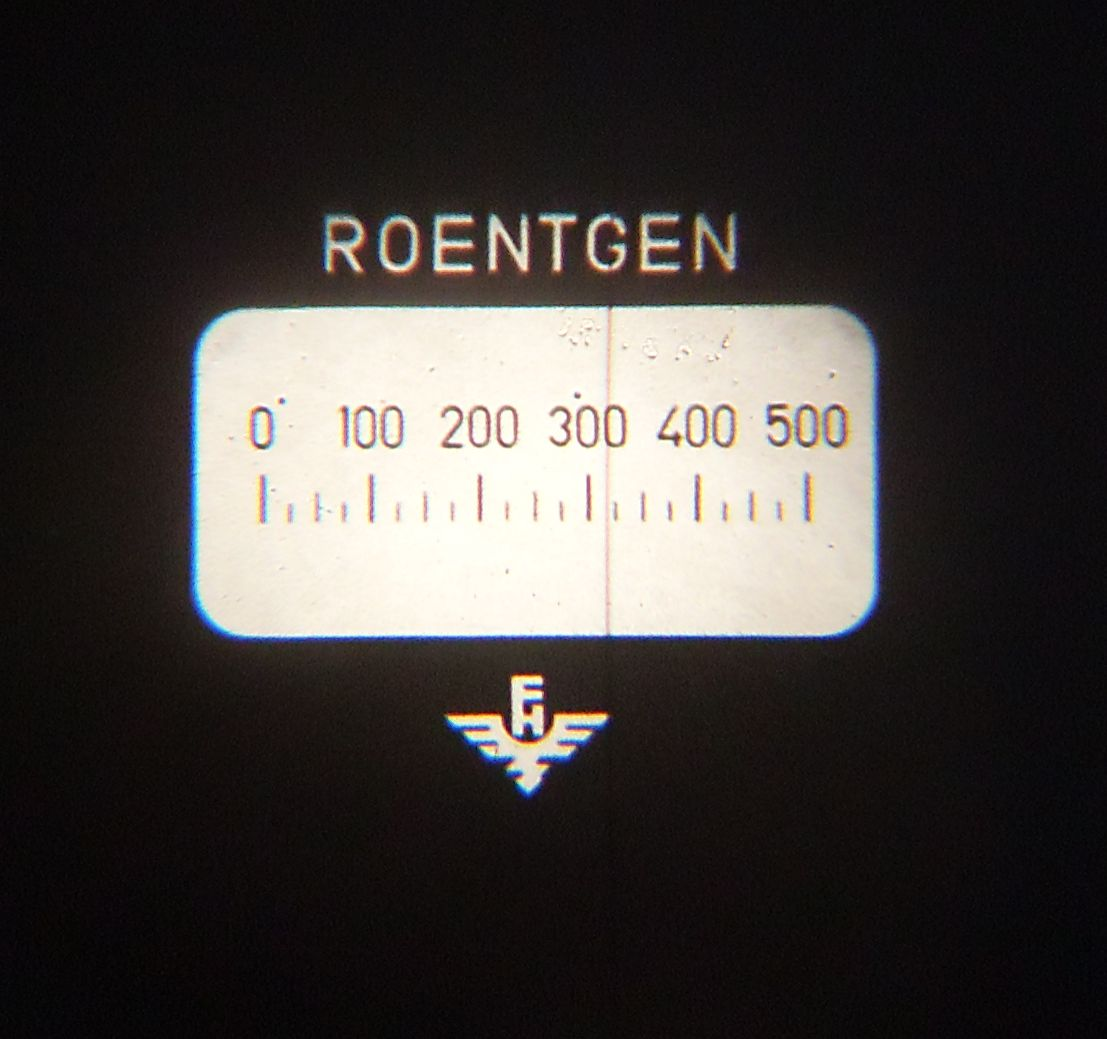
نمایش خواندن QFD
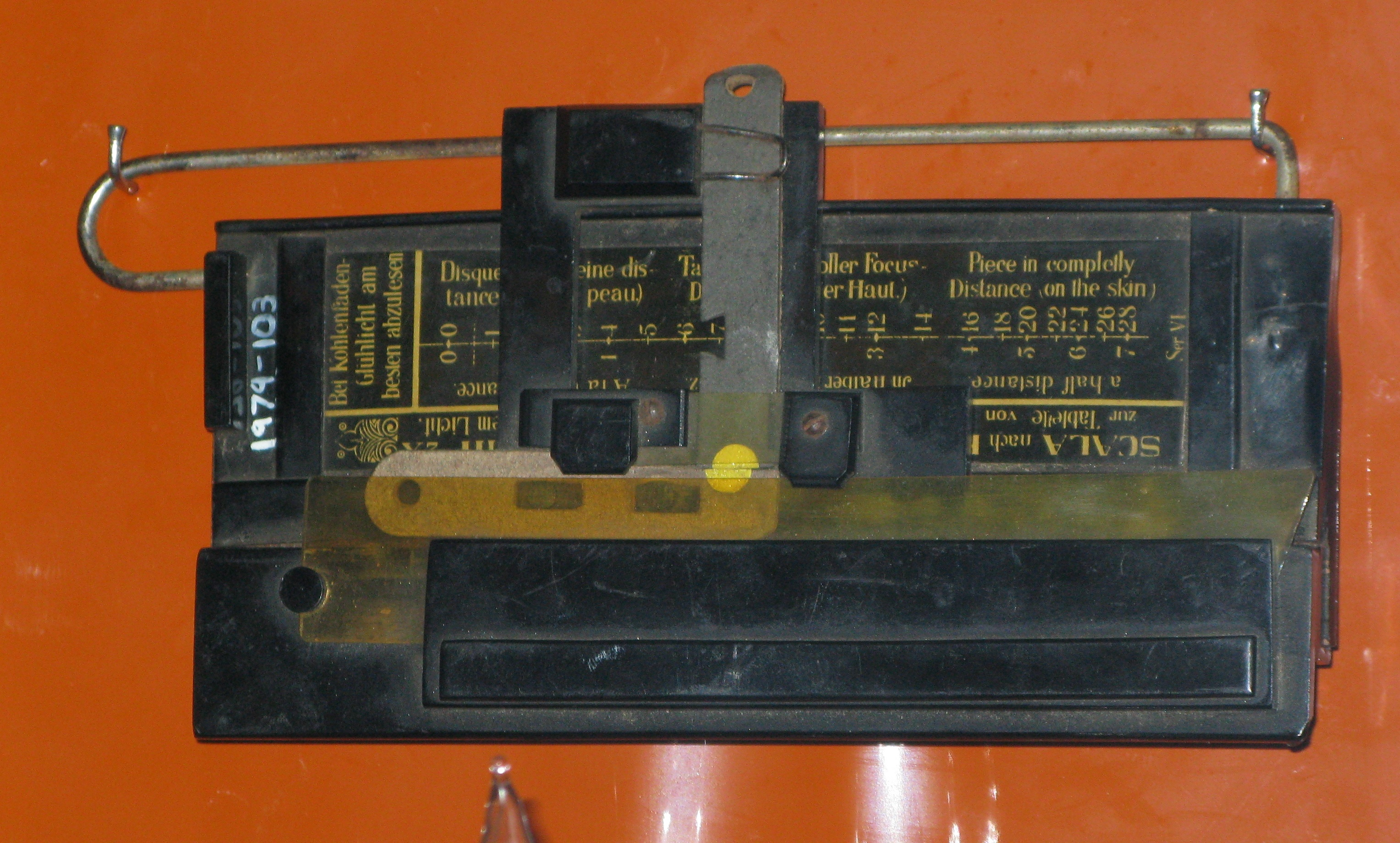
کرومورادیومتر Guido Holzknecht (1902)
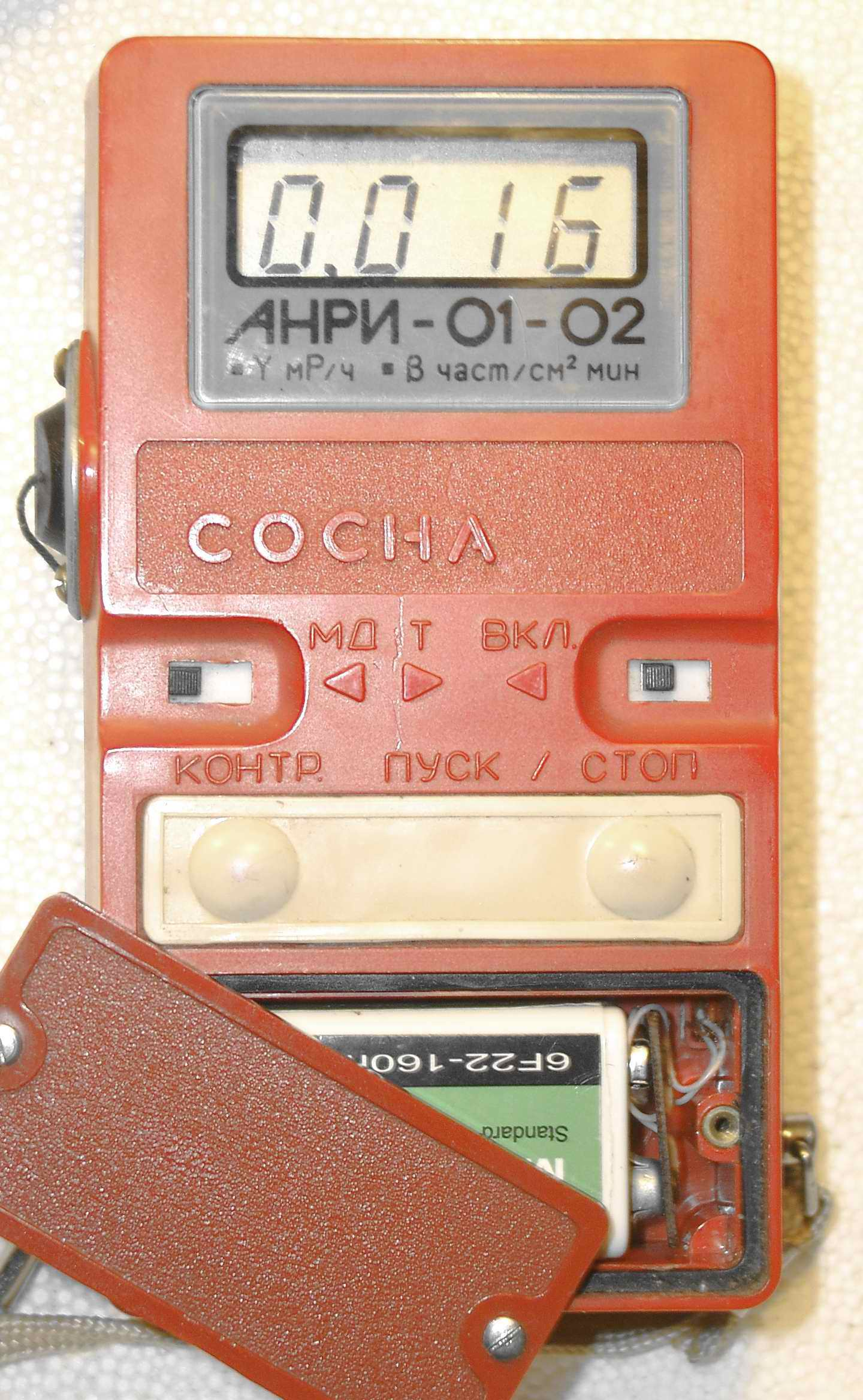
رادیومترسسوز روسی روسی Sosna (نمای جلو)
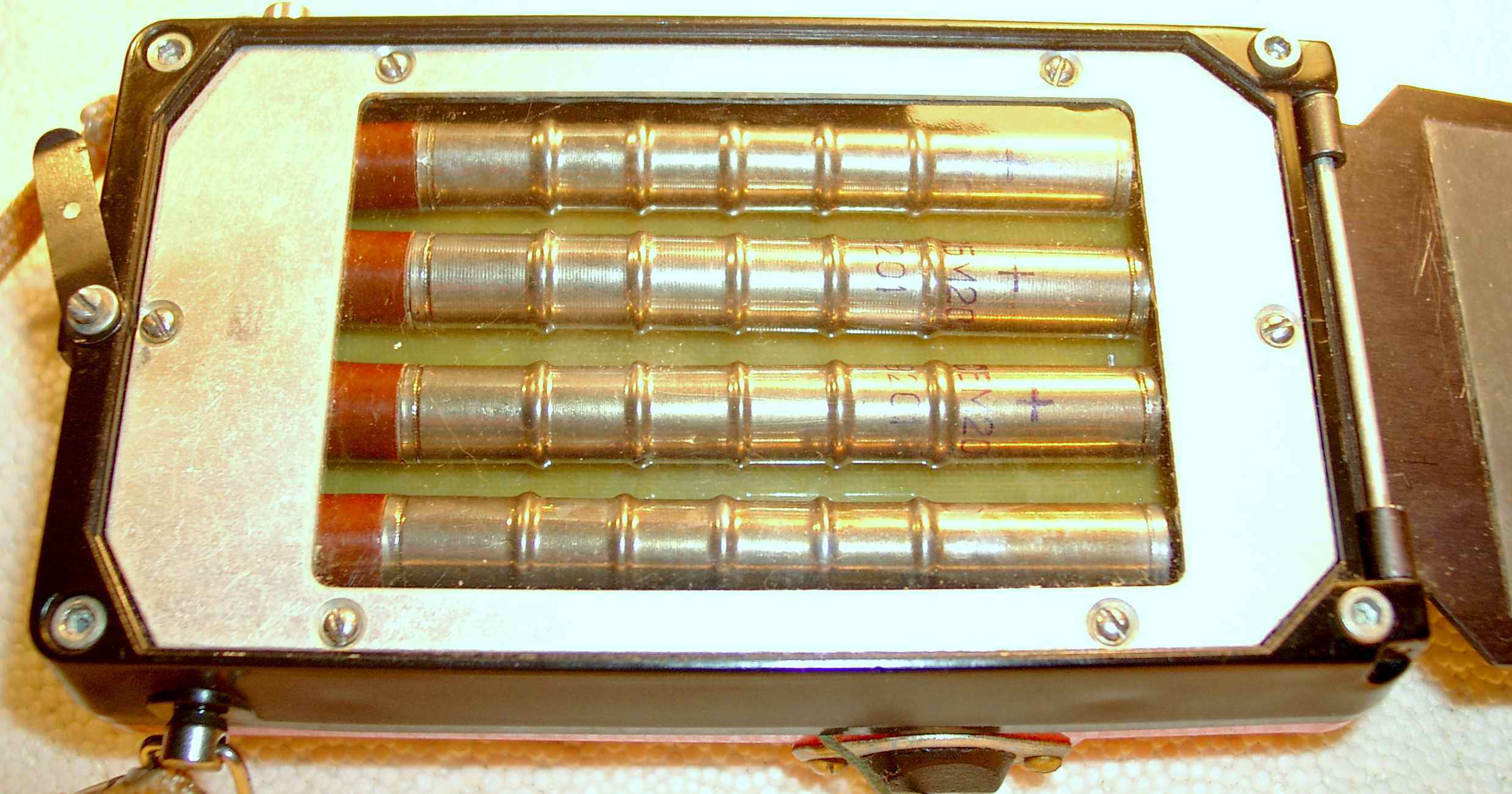
رادیومترسسوز روسی روسی Sosna (دید عقب)
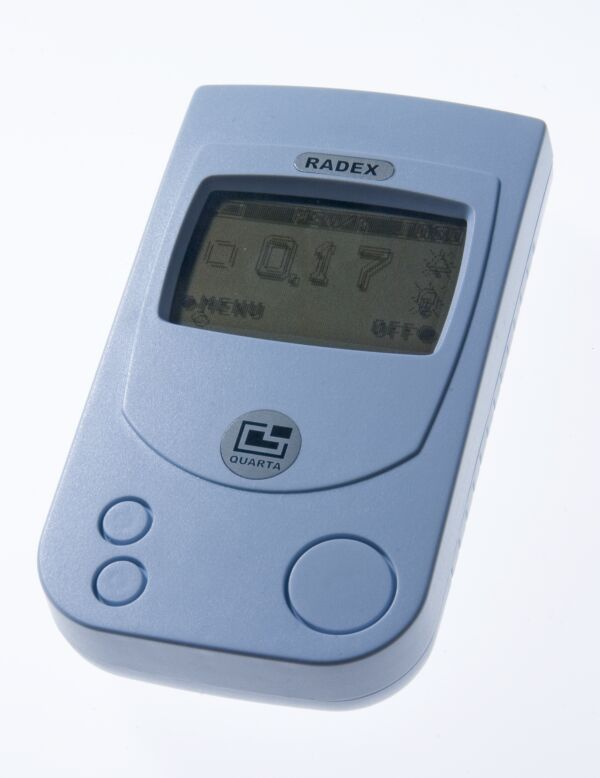
روسیه Radex RD1503
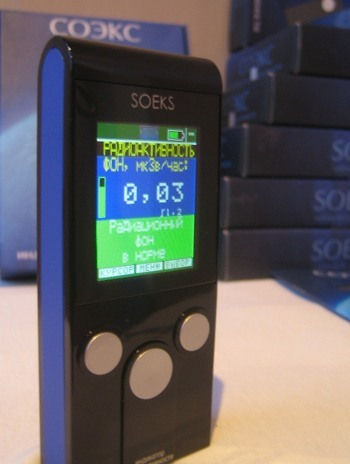
Soeks 01M
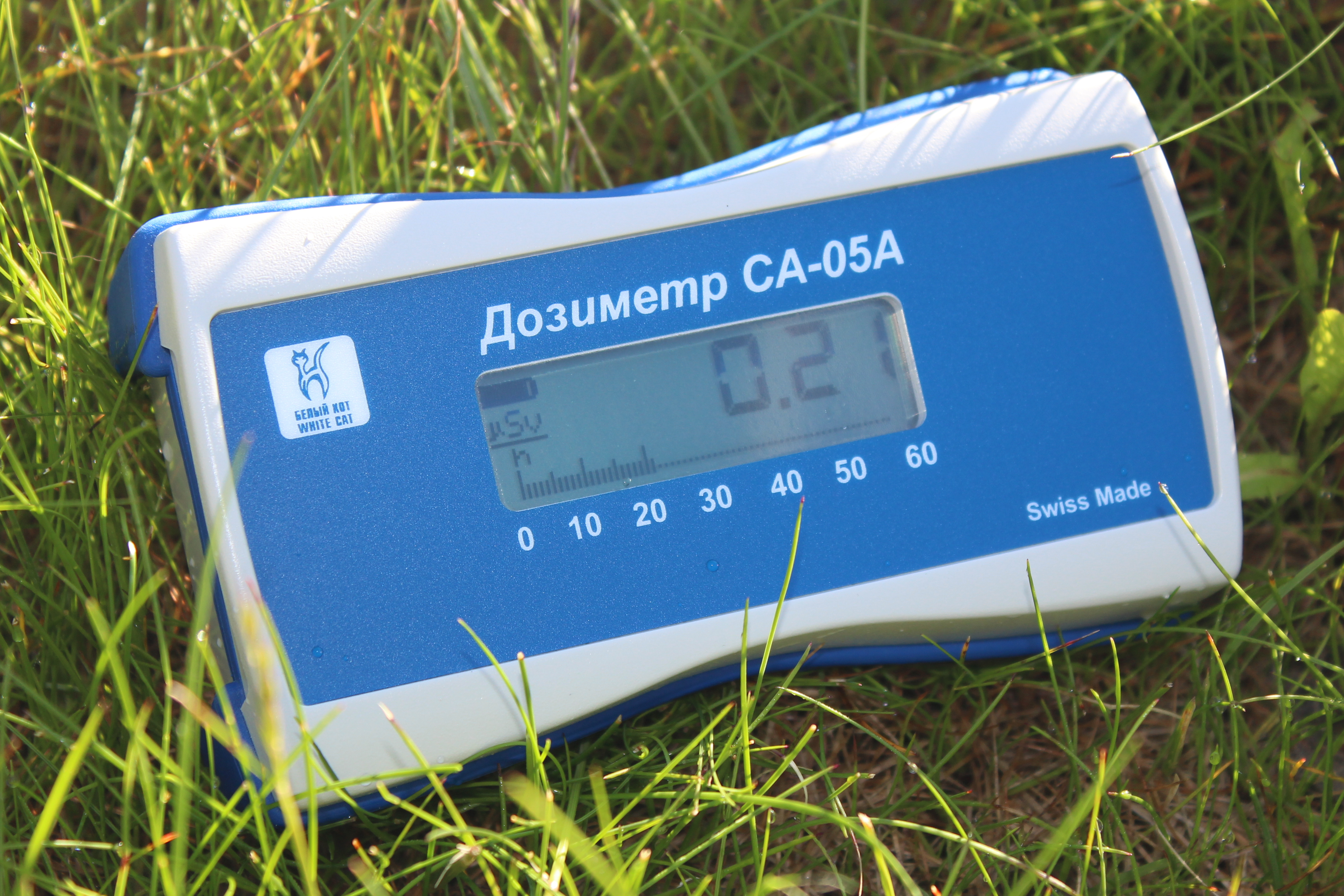
سوئیس دیزیمتر SA-05A